# Vrijblijvend (Gerard Cox)
Vrijblijvend... is de derde elpee van Gerard Cox. Het album was gevuld met covers. Daaronder bevond zich één van zijn grootste hits 1948 (Toen was geluk heel gewoon).
Op de achtergrond zijn de stemmen te horen van Letty de Jong, Mary Duys (vrouw van Willem Duys) en Wanda Stellaard (vrouw van Gerard Stellaard). Het orkest stond onder leiding van Rogier van Otterloo.
Hoewel Ruud Jacobs de elpee produceerde, bevat het veel nummers die Cox (in een andere versie) eerder zong in televisieshows van Rob Touber.

## Muziek
| Nr. | Titel                                                                       | Duur |
| --- | --------------------------------------------------------------------------- | ---- |
| 1.  | Airport song (Chris Simpson)                                                | 3:15 |
| 2.  | Voor mijn dochtertje (Charles Aznavour)                                     | 3:40 |
| 3.  | Als je in m’n hart kon kijken (Gordon Lightfoots If you could read my mind) | 3:30 |
| 4.  | Tot ik bij je ben (Carole King)                                             | 4;40 |
| 5.  | Romeo en Julio (Jules de Corte)                                             | 3:30 |
| 6.  | Onze Linda (Gilbert O'Sullivan)                                             | 3:47 |

| Nr. | Titel                                                      | Duur |
| --- | ---------------------------------------------------------- | ---- |
| 1.  | 1948 (Toen was geluk heel gewoon) (Gilbert O’Sullivan)     | 4:50 |
| 2.  | Droeve Lisa (Cat Stevens)                                  | 3:43 |
| 3.  | Morgen wordt het beter (Roger Whittaker)                   | 2:34 |
| 4.  | Zullen we ritselen? (Cox)                                  | 2:30 |
| 5.  | Wat jammer toch dat alles altijd overgaat (Jules de Corte) | 2:25 |
| 6.  | Als ik 65 ben (Elton John)                                 | 2:25 |